# Xaverienthal

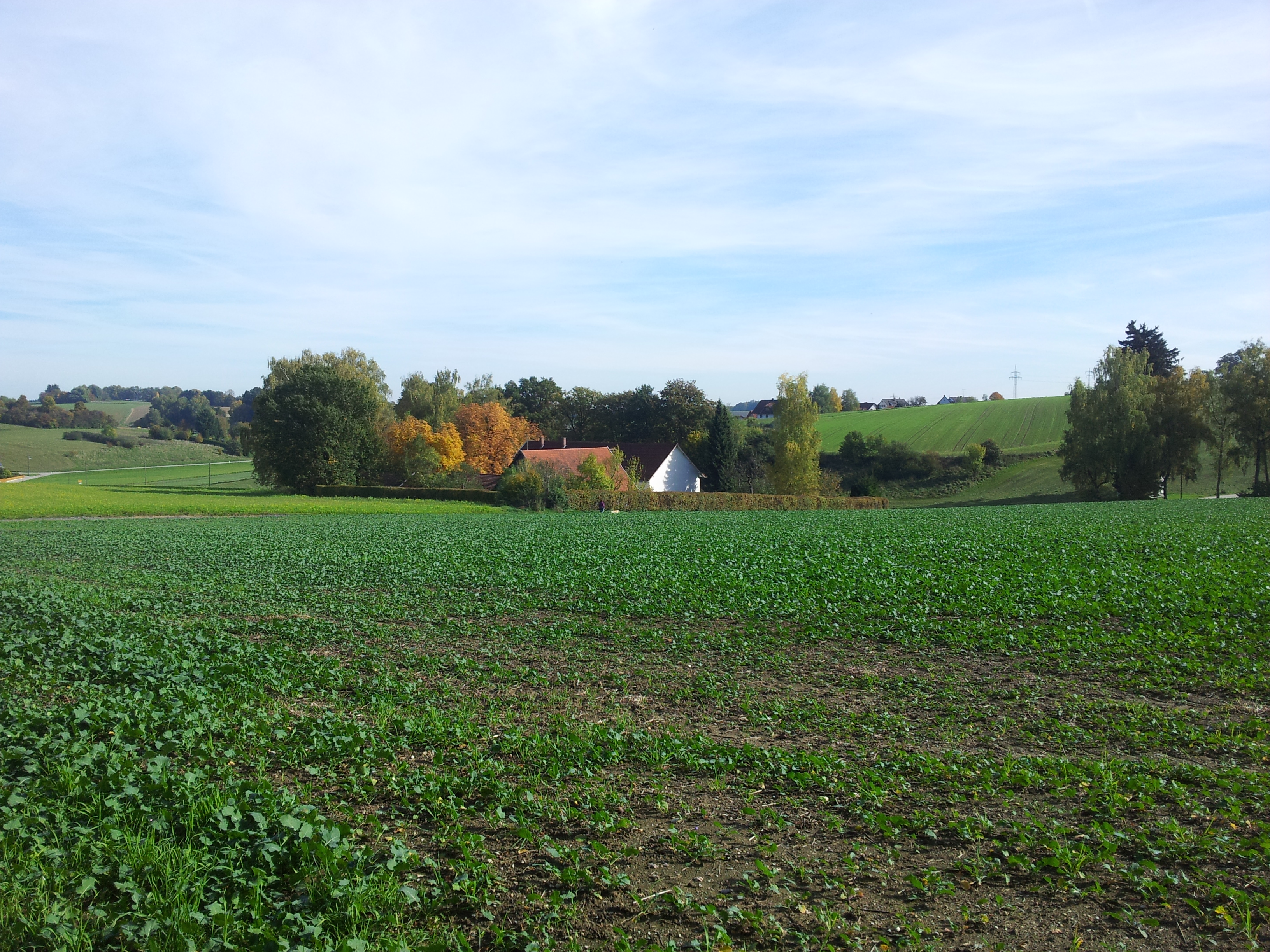
Blick auf den Weiler Xaverienthal

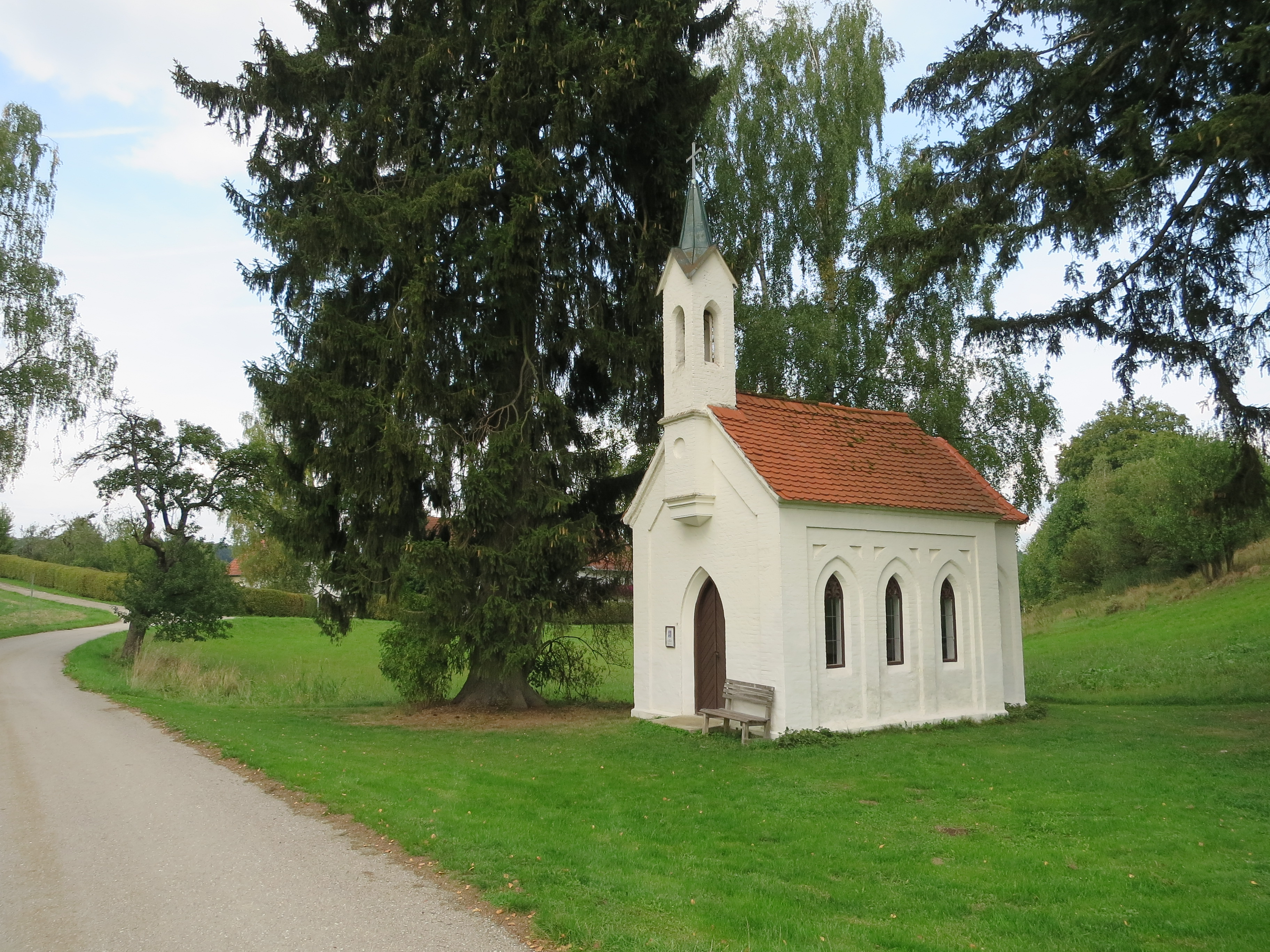
Kapelle Xaverienthal

Xaverienthal mit der nahe gelegenen Kapelle der Schönstatt-Gemeinde ist ein Ortsteil der Großen Kreisstadt Freising im oberbayerischen Landkreis Freising.

## Lage
Die Einöde liegt abgeschieden im Norden von Freising zwischen der Straße in Richtung Zolling (Kreisstraße FS 46) und der Bundesstraße 301 in der Nähe von Altenhausen und Piesing. 

## Geschichte
1859/60 wurde das Ziegleranwesen bei Altenhausen von Xaver Eieresser neu erbaut und nach ihm benannt. Das ehemalige Wirtshaus in Xaverienthal war lange ein beliebtes Ausflugsziel der Freisinger. Die neugotische Kapelle stammt aus der zweiten Hälfte des 19. Jahrhunderts und steht unter Denkmalschutz.